# 48Я6-К1 «Подлёт»

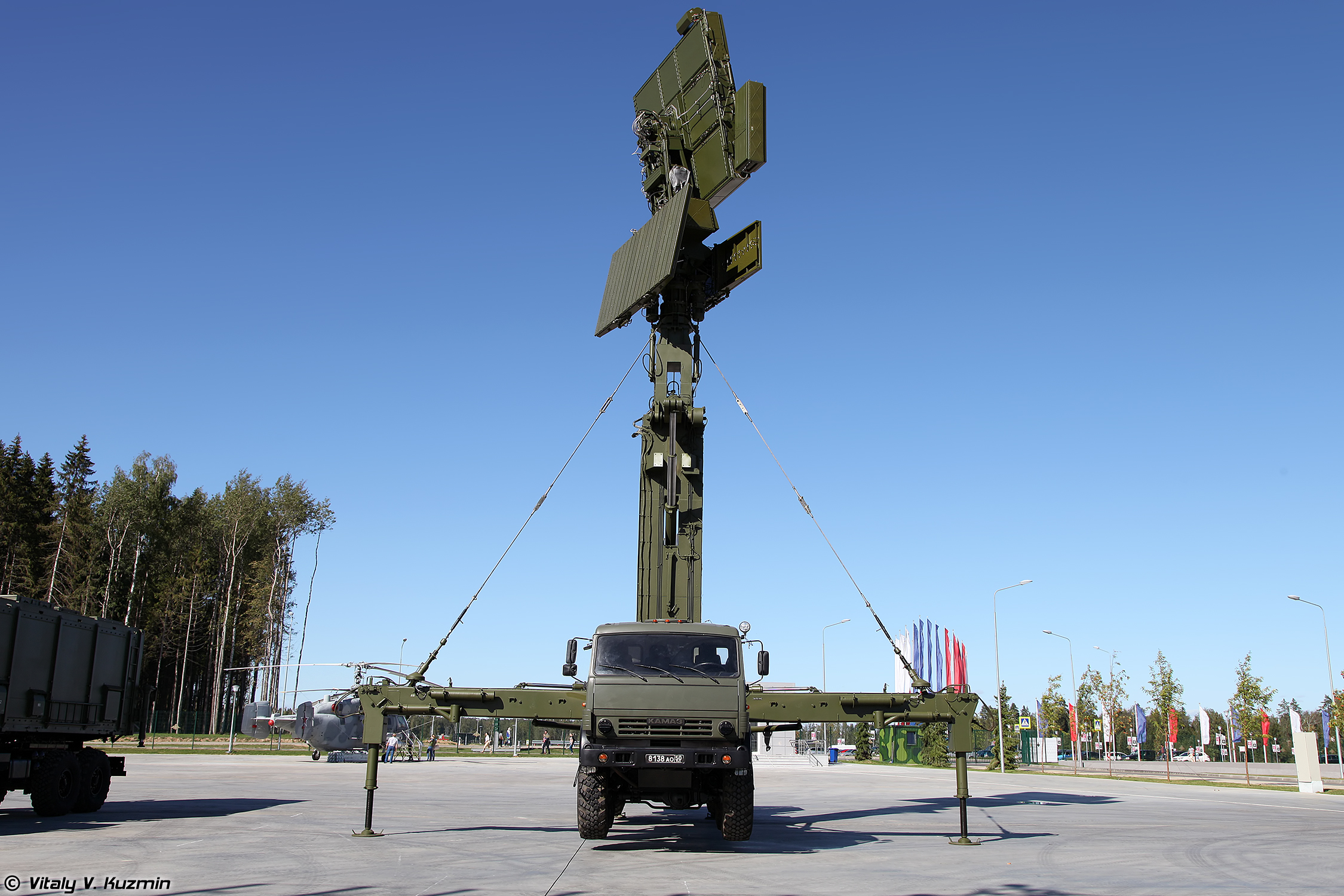
48Я6-К1 «Подлёт»

48Я6-К1 «Подлёт» — универсальная мобильная твердотельная трехкоординатная радиолокационная станция с ФАР кругового обзора и обнаружения воздушных целей на малых и предельно малых высотах в сложной помеховой обстановке. Радиолокационный комплекс разработан концерном ПВО «Алмаз-Антей» для Воздушно-Космических Сил России. Комплекс предназначен для выдачи целеуказания для ЗРК С-300, С-400 и им подобных. К 2009 г. концерном ПВО «Алмаз-Антей» уже велось создание опытного образца РЛС. Государственные испытания комплекса начаты в 2010 г. Первые поставки РЛС «Подлёт-К1» в войска ПВО России начаты в 2015 г.

## Возможности комплекса
РЛС обеспечивает:
- автоматическое обнаружение и определение координат цели
- захват и сопровождение любых аэродинамических целей в том числе и малозаметных
- определение государственной принадлежности
- выдачу информации о целях системам ЗРК и истребительной авиации[3]

## Особенности конструкции
РЛС имеет несколько режимов боевого дежурства:
- Режим низковысотного обнаружения — основной боевой режим, при котором обеспечивается получение трассовой или координатной информации по целям, действующим на малых и предельно малых высотах
- Режим высотного обнаружения — боевой режим, при котором обеспечивается получение трассовой или координатной информации по целям, действующим на малых, средних и больших высотах
- Режим дальнего обнаружения — режим обеспечения получения трассовой или координатной информации по целям, действующим на больших дальностях в простой помеховой обстановке
- Горный режим — режим получения трассовой или координатной информации по целям, действующим на малых и предельно малых высотах, при установке РЛС на горных позициях

### Состав комплекса
- антенный пост на шасси КамАЗ
- кунг управления на шасси КамАЗ
- электрогенератор на шасси КамАЗ

## Основные характеристики
Диапазон частот излучения — сантиметровый
Количество одновременно обнаруживаемых целей — 200
Дальность действия:
- 10-200 км
- 10-300 км (доп.режим)

Максимальная высота обнаружения — 10 км
Зона обнаружения:
- по азимуту — 360 град
- по углу места — от −2 до +25 град и (от −7 до +12 град в доп.режиме)

Скорость целей — до 4400 км/ч
Точность измерения координат цели:
- по дальности — 200 м
- по азимуту — 1.6 град

Период обзора пространства — 5 и 10 сек
Коэффициент подавления отражений от местных предметов — 50 Дб
Время развертывания (свертывания) средств комплекса — 20 мин.

## Боевое применение
Известно, что радиолокационный комплекс применяется ВС РФ в ходе вторжения на Украину.